# Goera monticolaria
Goera monticolaria är en nattsländeart som beskrevs av Wolfram Mey 1997. Goera monticolaria ingår i släktet Goera och familjen grusrörsnattsländor. Inga underarter finns listade i Catalogue of Life.